# Taklist

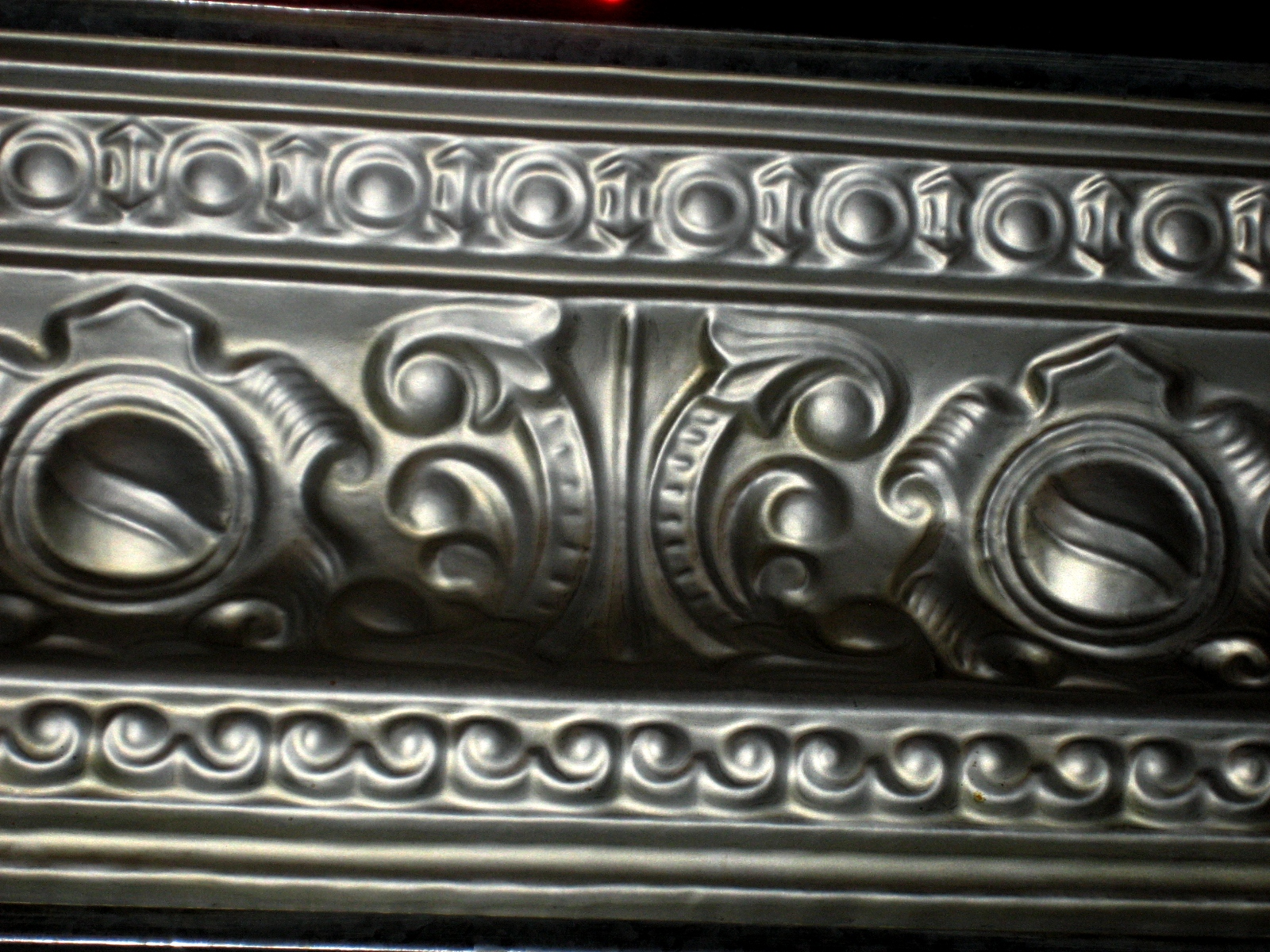
En taklist

Taklist eller krönlist är en list man sätter mot innertaket för att dölja skarv mellan vägg och tak. Det finns många olika lister, till exempel hålkäl, karnis, svanhals och skugglister.
Taklist kan även avse exteriöra byggnadselement.